# دقل
الدُّقْل هو جنس من فصيلة الحماميات وتسمَّى الحمام الإمبراطوري والواحدة منه دُقْلَة. الدقل حمامات كبيرة إلى كبيرة جدًا وذات بنية ثقيلة وذيل متوسط إلى طويل. إنها شجرية ، وتتغذى أساسًا على الثمار وترتبط ارتباطًا وثيقًا بالجنس الآخر للحمامات الآكلة للثمار حمام الفاكهة. يُظهر كلا الجنسين ريشًا بألوان زاهية وغالبًا ما يكون أخضر وغالبًا مع الأجزاء السفلية المتناقضة من اللون الأرجواني أو البرتقالي أو الأحمر. بعض الدقل لديها مناقير بارزة .  لديهم فجوات كبيرة وتبتلع البذور كاملة وتلعب دورًا مهمًا في نثر البذور. 
يوجد الدقل في غابات جنوب آسيا وغينيا الجديدة وشمال أستراليا وجزر المحيط الهادئ . العديد من الأنواع بدوية ، تسافر لمسافات طويلة لاستغلال مصادر الثمار الموسمية. يقوم البعض بالهجرات وجميعهم طيور قوية.  تعد أنواعها من بين أكثر أنواع الطيور المهددة على مستوى العالم بسبب فقدان الموائل والافتراس. 